# Dumai
Dumai is een stadsgemeente (kota otonom) in de provincie Riau op het eiland Sumatra, Indonesië. De stad heeft een oppervlakte van 1727 km² en heeft 174.465 inwoners (2001).
Dumai is een belangrijk transport- en handelscentrum, zowel regionaal als internationaal (onder andere naar Maleisië). Het is een belangrijk uitvoercentrum voor olie en palmolie.
De stad grenst in het noorden aan het eiland Rupat, in het oosten aan het onderdistrict Bukit Batu, in het zuiden aan het onderdistrict Mandau (allen in het regentschap Bengkalis) en in het westen aan het onderdistrict Bangko in het regentschap Rokan Hilir.
Dumai is onderverdeeld in 5 onderdistricten (kecamatan):
- Bukit Kapur
- Dumai Barat
- Dumai Timur
- Medang Kampai
- Sungai Sembilan

## Externe link

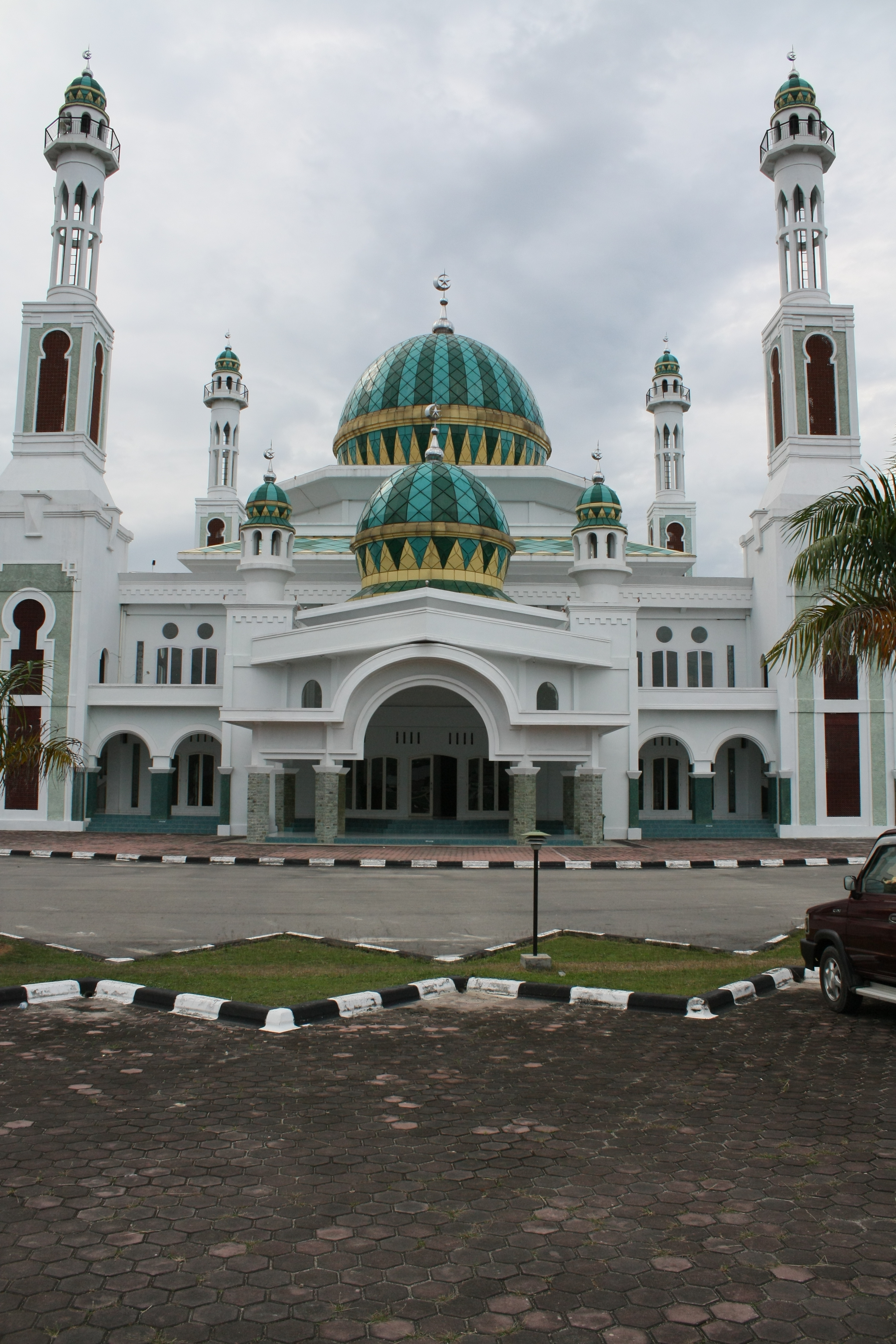
Moskee in Dumai